# Manuel Veiga López
Manuel Veiga López (Alba de Tormes, Salamanca, 1935) é um político espanhol, quarto presidente da Assembleia da Estremadura, de 1997 a 1999. En 1983 sería nombrado consejero de Presidencia y Administración Territorial de la Junta de Extremadura, dejando el puesto
É licenciado em Direito e militante do Partido Socialista Operário Espanhol (PSOE) desde 1977. Foi conselheiro (ministro regional) da Junta da Estremadura durante alguns meses em 1983, deputado regional da Estremadura entre 1995 e 2003, presidente da  Assembleia da Estremadura entre 9 de outubro de 1997 e 17 de junho de 2003 e membro do Conselho Consultivo da Estremadura entre 2003 e 2006.

## Livros publicados
- Extremadura 1983-2058: historia del futuro. Badajoz: Universitas Editorial, 1990. ISBN 84-85583-72-8
- Confidencias y semblanzas. Cáceres: Alfonso IX, 1994. ISBN 84-605-1306-8
- Extremadura, venial partitocracia. Badajoz: Universitas, 2004. ISBN 84-88938-65-9[1]